# Najlepszy z najlepszych (teleturniej)
Najlepszy z najlepszych – polski teleturniej emitowany na antenie TVP2 w 2005 roku, którego uczestnikami byli wielokrotni zwycięzcy innych teleturniejów. Jego prowadzącym był Olaf Lubaszenko, a reżyserem Konrad Smuga.
Teleturniej rozgrywany był systemem pucharowym począwszy od ćwierćfinałów. W pierwszym odcinku serii przedstawiano ośmioro zwycięzców różnych teleturniejów; wtedy też następowało losowanie par ćwierćfinałowych (uczestników pojedynków w kolejnych czterech odcinkach). Zwycięzcy każdego z czterech ćwierćfinałów awansowali do półfinałów, których zwycięzcy spotykali się w ostatnim odcinku serii – finale. W każdej z trzech (w pierwszym sezonie dwóch) rund poprawna odpowiedź była nagradzana punktami, zła natomiast oznaczała ich stratę. Wygrywał zawodnik z największą liczbą punktów na koncie. 
Nagrodą dla zwycięzcy odcinka finałowego było 100 000 złotych i tytuł Najlepszego z Najlepszych.
Zwycięzcy pierwszej i drugiej edycji teleturnieju przystąpili do dodatkowej rozgrywki – tzw. superfinału, w którym nagrodą dla zwycięzcy było 50 000 złotych.

## Emisja programu i zwycięzcy
Na podstawie archiwalnych ramówek telewizyjnych.
| Edycja           | Edycja     | Odcinki  | Sezon       | Początek emisji     | Koniec emisji     | Pora emisji        | Zwycięzca       |
| ---------------- | ---------- | -------- | ----------- | ------------------- | ----------------- | ------------------ | --------------- |
|                  | 1.         | 1–8 (8)  | wiosna 2005 | 13 marca 2005       | 20 marca 2005     | niedziela 19.00    | Marek Krukowski |
| 17 kwietnia 2005 | 1.         | 1–8 (8)  | wiosna 2005 | 22 maja 2005        | niedziela 19.05   |                    | Marek Krukowski |
|                  | 2.         | 9–16 (8) | jesień 2005 | 3 października 2005 | 21 listopada 2005 | poniedziałek 19.05 | Andrzej Dudek   |
|                  | Superfinał | 17 (1)   | jesień 2005 | 28 listopada 2005   | 28 listopada 2005 | poniedziałek 19.00 | Marek Krukowski |

W Niedzielę Wielkanocną, 27 marca 2005 nie wyemitowano premierowego odcinka. Przerwa w emisji przedłużyła się o kolejne dwa tygodnie z powodu śmierci papieża Jana Pawła II.